# Мігель Тендільо
Мігель Тендільо (ісп. Miguel Tendillo, нар. 1 лютого 1961, Монкада) — колишній іспанський футболіст, що грав на позиції центрального захисника. Відомий, зокрема, виступами за футбольні клуби «Валенсія», «Реал Мадрид», а також національну збірну Іспанії.

## Кар'єра
Мігель Тендільо народився 1 лютого 1961 у містечку Монкада провінції Валенсія. У юному віці він потрапив до юнацької футбольної системи однойменного футбольного клубу. Після двох років, проведених в молодіжці, Тендільо, у віці 18 років, дебютував за основну команду. У першому ж сезоні у футболці «кажанів» Тендільо здобув Кубок Іспанії 1978-79, а в наступному — Кубок володарів кубків УЄФА і Суперкубок УЄФА. До цього часу Тендільо став гравцем стартового складу «Валенсії», граючи на позиції центрального захисника у парі з Рікардо Аріасом.
Після вильоту «Валенсії» до Сегунди у 1986 році Тендільо покинув клуб і перейшов до «Реала Мурсії» — середняка іспанської Прімери. Однак там він залишався недовго — влітку 1987 року Мігель підписав контракт з мадридським «Реалом». У складі королівського клубу Тендільо тричі вигравав чемпіонат і тричі — Суперкубок Іспанії.
Завершив кар'єру Мігель Тендільо у клубі «Реал Бургос» у 1993 році. Наразі колишній футболіст працює в системі футбольного клубу «Валенсія».

## Титули і досягнення
«Валенсія»
Кубок Іспанії
- Володар (1): 1978–79

Кубок володарів кубків
- Володар (1): 1979–80

Суперкубок УЄФА
- Володар (1): 1980

 «Реал Мадрид»
Чемпіонат Іспанії
- Чемпіон (3): 1987–88, 1988–89, 1989–90

Кубок Іспанії
- Володар (1): 1988–89
- Фіналіст (2): 1989–90, 1991–92

Суперкубок Іспанії
- Володар (3): 1988, 1989, 1990